# تیری گاتوسی
تیری گاتوسی (انگلیسی: Thierry Gathuessi؛ زادهٔ ۱۷ آوریل ۱۹۸۲) بازیکن فوتبال اهل فرانسه است.
از باشگاه‌هایی که در آن بازی کرده‌است می‌توان به باشگاه فوتبال اینورنس کالدنیون تیسل، باشگاه فوتبال کن، باشگاه فوتبال آرما، باشگاه ورزشی مون‌پلیه، باشگاه فوتبال هیبرنین، و باشگاه فوتبال سریویجایا اشاره کرد.
وی همچنین در تیم ملی فوتبال کامرون بازی کرده‌است.